# Sant Esteve de Palautordera
Sant Esteve de Palautordera est une commune de la province de Barcelone, en Catalogne, en Espagne, de la comarque de l'Vallès Oriental